# Esterházy Zsigmond
Cseszneki báró Esterházy Zsigmond (régiesen Eszterhas Sigmond; Kismarton, 1626. december 30. – 1691) lovassági parancsnok, verebélyi kapitány, a jászkunok főkapitánya, magyar királyi tanácsos, császári kamarás.

## Élete
Az Esterházy család cseszneki ágából származik, apja a cseszneki vonal alapítója báró Esterházy Dániel (1585–1654), anyja rábadoroszlói Rumy Judit (1606–1663). Testvérei közül többen is megérték a felnőttkort, de Tamás és Gáspár fiatalon a vezekényi csatában estek el. 1651-ben feleségül vette gyarmati Balassa Emerentiát, Balassa Imre és Bosnyák Judit lányát. Házassága révén id. Koháry István sógora. Két fia Esterházy Dániel (1652-1709) és Esterházy Péter (1659-1741) voltak.
1646-1649 között Batthyány Ádám hat lóval szolgáló udvari familiárisa. 1651-ben az érsekújvári lovasság parancsnoka. 1652-ben részt vett a vezekényi csatában. 1652. október 18-án kelt uralkodói kinevezés alapján verebélyi várkapitány lett. 1656-ban a szécsényi seregszék külső tagja. 1660-ban még mindig verebélyi kapitány volt. 1663 augusztusában részt vett az Érsekújvár védelmére irányuló hadműveletekben.
1677-ben Beckó egyik földesuraként a beckói vár és uradalom irányítója. Andrássy Miklós után, Esterházy Pál 1681-es nádorrá választásától a jászkunok főkapitánya. 1685-ben még mindig ezen poszt viselője. Valószínűleg haláláig a tiszt birtokosa.
1683 szeptemberében Győrött volt, majd rövidesen Thököly Imre kurucainak fogságába esett. Részt vett Buda 1684. és 1686. évi ostromaiban. 1690-ben magyar királyi tanácsosként és császári kamarásként említik.
Valószínűleg Szombathelyen temették el.